# محمد بالراس علي
محمد بالراس علي (مواليد بنغازي 1942 - 3 مايو 2023) هو معلق رياضي وصحفي ليبي، تولى رئاسة تحرير مجلة الصدى الرياضي، ونيابة رئاسة الاتحاد الليبي لكرة القدم.
أنشأ مجلة الصدى الرياضي عندما كان مشهوراً في ثمانينيات القرن العشرين، وهو صاحب برنامج «الأسبوع الرياضي» الذي كان يعرض كل يوم جمعة.